# Cohete de radioisótopos
El cohete de radioisótopos es un tipo de motor cohete que usa el calor generado por el decaimiento de elementos radiactivos para calentar el propelente expulsado por la tobera del cohete para producir empuje. Son similares a los cohetes termonucleares como el NERVA, pero considerablemente más simples y normalmente no tienen partes móviles.

## Funcionamiento

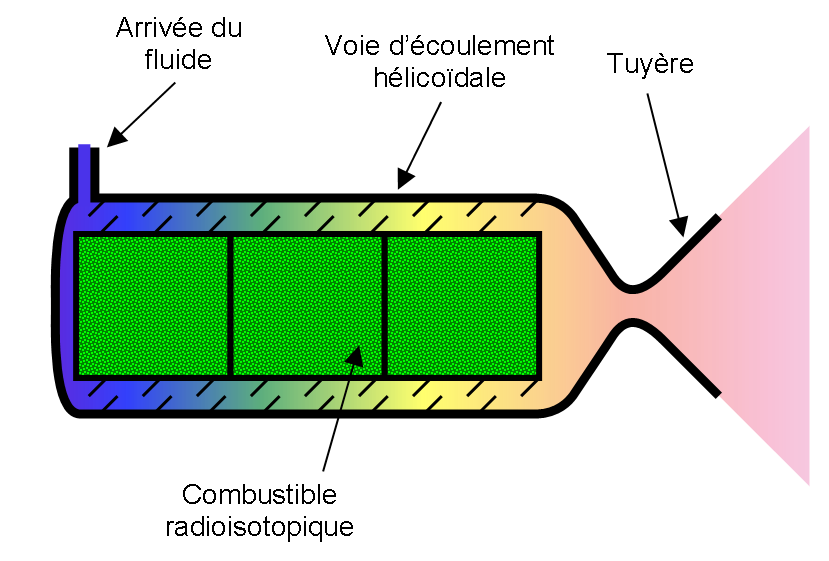
Esquema de funcionamiento

La idea básica es un desarrollo de los existentes sistemas generadores eléctricos de radioisótopos o RTG, en los que el calor de la desintegración del combustible nuclear se usa para generar electricidad. En la aplicación sobre cohetes el generador se suprime y el propelente se utiliza directamente para generar el empuje. Estos sistemas pueden alcanzar temperaturas de entre 1500 y 2000 °C, permitiendo impulsos específicos de entre 700 y 800 segundos (7 a 8 kN·s/kg), lo que supone aproximadamente el doble de lo que consiguen los mejores motores químicos como los LH2-LOX SSME.
Sin embargo, la cantidad de potencia generada por estos sistemas suele ser bastante baja. Mientras que un sistema completo de reactor "activo" en un cohete termonuclear puede producir alrededor de un gigavatio, un generador de radioistótopos llegaría a los 5 kW. Esto significa que el diseño, siendo altamente eficiente, puede producir niveles de empuje de quizá 1.3 a 1.5 N, haciendo el sistema útil solamente para la propulsión. Para aumentar la potencia para las misiones de duración media, los motores usarían combustibles con corta vida media como el Po 210, en contraposición a los RTG comunes que usan combustibles con largas vidas medias como el plutonio para una entrega de potencia más constante durante períodos de tiempo más largos.
Contrariamente al motor NERVA, este tipo de motor es de funcionamiento permanente (como los RTG). Lo que implica que es necesario refrigerarlo o desacoplarlo una vez que se agote el fluido propelente.

## Pruebas
TRW mantuvo un programa de desarrollo bastante activo conocido como Poodle entre 1961 y 1965, a día de hoy los sistemas todavía se conocen a menudo como Poodle thrusters. El nombre era un juego de palabras en relación con los grandes sistemas que fueron desarrollados durante el proyecto Rover, que condujeron al NERVA. En abril de 1965 tuvieron funcionando su motor durante 65 horas a una temperatura de 1500 °C, produciendo un impulso específico entre 650 y 700 segundos (6.5 to 7 kN·s/kg).

## Aplicaciones
La construcción inadvertida de un cohete de radioisótopos es una de las soluciones sugeridas a la anomalía de las Pioneer. Las sondas espaciales Pioneer son propulsadas por un generador termoeléctrico de radioisótopos situados al final de un largo brazo para mantener la radiación lejos de la electrónica de la sonda. En esta posición la parte posterior de la antena de radio principal está expuesta, significando que la radiación (principalmente infrarroja) dispersada por el plato de la antena tendería a ser dispersada hacia la parte trasera de la nave. Esto podría dar lugar a que se generara una cantidad minúscula de empuje neto, aunque todos los cálculos hasta la fecha sugieren que no sería suficiente para explicar el efecto.
- Datos: Q3407635